# 金谷隆平
金谷 隆平（かなたに りゅうへい、1956年1月30日 - ）は、日本の実業家。上新電機株式会社代表取締役社長、公益社団法人全国家庭電気製品公正取引協議会副会長。

## 人物・経歴
大阪府出身。1979年松山大学経営学部卒業、上新電機入社。1993年上新電機総務部長。1998年上新電機取締役総務部長。1999年ジョーシンテック代表取締役社長。2001年上新電機取締役総合企画部長。2001年上新電機取締役社長室長。2002年上新電機取締役営業企画本部長。2002年上新電機常務取締役営業本部長。2004年上新電機常務取締役経営企画本部長兼総務部長。2006年上新電機常務取締役経営企画本部長。2006年上新電機専務取締役経営企画本部長。2008年上新電機代表取締役専務経営企画本部長。2011年上新電機代表取締役副社長経営企画本部長。2016年上新電機代表取締役兼副社長執行役員経営管理本部長兼経営企画部長。2018年上新電機代表取締役兼副社長執行役員経営管理本部長。2019年から上新電機代表取締役兼社長執行役員や、三宮のeスポーツ専用施設・eスポーツアリーナ三宮開業にあたるなどした。この間、2018年から大手家電流通協会会長や、全国家庭電気製品公正取引協議会副会長も務めた。